# Sundown (Lost)

A 
2010. március 2-án került először adásba az amerikai ABC csatornán a sorozat 109. részeként. Paul Zbyszewski és Graham Roland írta, és Bobby Roth rendezte. Az epizód Sayid-centrikus.
|  | Alább a cselekmény részletei következnek! |

## Tartalom
Roger Linus meglőtte Sayidot, akit a gyógyítás reményében a templomhoz vittek Jackék. A Többiek azonban nem tudták megmenteni a forrás segítségével, meghalt. Hatalmas meglepetésre mégis visszatért a halálból. Dogen egy teszt segítségével rájött, hogy az irakit megszállta a sötétség, ezért megkérte Jacket, adjon be neki egy méregpirulát, különben az a Sayid, akit ismertek, megszűnik létezni. A doki nem adta oda Jarrah-nak a pirulát, hanem elmondta neki, hogy a Többiek végezni akarnak vele.

## Flash-sideways, 2004
Sayid megérkezik Nadia házához. Átnyújt egy virágcsokrot a nőnek, üdvözli a két kisgyereket, ám ekkor megjelenik egy férfi, és szóvá teszi, hogy Sayid virágot vitt az ő feleségének. Jarrah viccesen megjegyzi, hogy akár neki is odaadhatja. A két férfi vidáman üdvözli egymást, Sayid szavaiból pedig megtudhatjuk, hogy a testvérét láthatjuk. Közösen megvacsoráznak, a gyerekek pedig Jarrah táskájáért mennek, hogy kivegyék belőle az ajándékukat. A beszélgetés során kiderül, hogy Sayid olajcégeknek fordít szerződéseket, Omer pedig újabb üzletét nyitotta meg. Ekkor utóbbi telefonja megcsörren, ami nem tetszik Nadia-nak. Omer félrevonul, mert üzleti ügyben keresik. Nadia szóvá teszi, hogy Sayid egyetlen levelére sem írt vissza, és szeretné tudni, miért. Közben visszaérnek a gyerekek, akik a nekik szánt bumeráng mellett megtalálták Sayid táskájában anyjuk fényképét is. Omer befejezte a telefonálást, a konyha ajtajából hallgatta a beszélgetést, most pedig Sayidot és Nadia-t nézi.
Omer az éjszaka közepén felébreszti Sayidot. Elmondja neki, hogy üzlete megnyitásához kölcsönt vette fel, de ezt nem egy banktól tette, hanem egy magánszemélytől. Már visszafizette a tartozást, de ez az ember addig követel pénzt, amíg működik az üzlete. Jarrah felajánlja, hogy kisegíti testvérét pénzzel, ám Omer azt akarja, Sayid vallatási ismereteinek segítségével intézzék el az ügyet. Azzal próbál rá hatni, hogy tudja, hogy fontos neki Nadia, és ha a család is számít neki, akkor nem hagyja, hogy elveszítsék a házukat. Sayid közli, ő már nem az az ember, aki a háború alatt volt.
Sayid unokaöccsét és unokahúgát kíséri ki az iskolabuszra. Miután felszálltak a buszra, Nadia szalad ki hozzá, és közli, Omert kórházba szállították. Rögtön elindulnak a kórházba, ahol a folyosón egy röpke pillanatig Jackkel is találkoznak. Egy orvostól megtudják, hogy Omert valószínűleg kirabolták, állapota válságos. Jarrah elindulna, hogy bosszút álljon, de Nadia nem engedi, inkább azt kéri, menjen haza, és gondoskodjon a gyerekekről.
Nadia hazaérkezik, és megnyugtatja Sayidot, hogy Omert kihozták a műtőből, már magánál van. Jarrah felajánlja, hogy rendezi a tartozásukat, ám a nő ezt nem fogadja el, szerinte Omernek kell megoldani a problémájukat. Megkérdezi a férfit, miért nem akart vele lenni. Az iraki elmondja, hogy évek óta próbál megszabadulni szörnyű tetteinek emlékétől, amik miatt nem érdemli meg Nadia-t.
Sayid a gyerekekért indulna, mikor a ház előtt megáll egy autó, és kiszáll belőle Omar. Arra utasítja, szálljon be a kocsiba, különben a gyerekeknek bajuk esik. Jarrah így is tesz, együtt elmennek egy étterem konyhájába, ahol már várja őket Keamy. Keamy közli az irakival, testvére nem fizette vissza a kölcsönt, így valakinek át kell vállalnia a törlesztést. Martin fenyegetőzni kezdene, ám ekkor Sayid felpattan, élő pajzsként maga elé tartja Omart, akit lelő a társa, azt követően Jarrah végez a fegyveressel is. Keamy-re szegezi a pisztolyt, a férfi pedig megijedve közli, elengedi a tartozást, csak hagyja életben. Az iraki nem kegyelmez, őt is lelövi. Ekkor zajokat hall a közelből. Benyit egy raktárba, és ott találja a megkötözött, beragasztott szájú Jint.

## A sziget, 2007
Jarrah beront Dogen szobájába, és válaszokat követel. Elsősorban az érdekli, micsoda az a gép, amellyel megkínozták. A japán elmondja, hogy minden emberben van jó és rossz oldal, a szerkezetük pedig megmutatja, melyik erősebb. Sayidban jelenleg a sötét oldal van túlsúlyban, ezért Dogen szerint az lenne a legjobb, ha meghalna. Az iraki kijelenti, ő jó ember, ám ekkor Dogen nekiront, és verekedni kezdenek. A dulakodásban a japán áll nyerésre, már majdnem beleszúr egy kést Jarrah nyakába, ám ekkor legurul az asztaláról a baseball-labdája. Dogenre ez különös hatással van, meggondolja magát, és arra utasítja Sayidot, hagyja el a templomot, és ne is térjen vissza. Ezt követően a labdához sétál, és magához veszi azt.
Nemezis és Claire a templomot körülvevő hamukörnél várakoznak. A nő azt akarja tudni, miért neki kell bemennie, ha mehetne Sawyer, Jin vagy akár maga Flocke is. A férfi kijelenti, ha tudna, ő menne, de mivel nem képes rá, Littletonnak kell megtennie, cserébe visszakapja Aaront. Claire megkérdezi, bántani fogja-e az embereket, mire Nemezis közli, csak azokat, akik nem hallgatnak rá.
Jarrah indulni készül, mikor Miles megkérdezi, mit csinál. Az iraki elmondja, a Többiek száműzték, bár szerintük inkább meg kéne halnia, amit furcsának talál, hiszen ők mentették meg. Straume felvilágosítja, hogy csak próbálták megmenteni, de nem jártak sikerrel, és ők is meglepődtek, mikor Sayid magához tért. Ekkor belép az ajtón Claire. Közli Dogennel, hogy Nemezis kint vár rá. A japán azt feleli, hogy ő nem megy ki, mert azonnal megölné. Littleton azt javasolja, akkor küldjön olyasvalakit, akit nem bántana. A nő távozna, ám Dogen kiadja a parancsot, hogy tegyék a lyukba, majd vigyék a szobájába Jacket és Hurley-t. A tolmács szól neki, hogy nem találják őket. Dogen ideges lesz, de hamar lenyugszik, és Sayidhoz fordul. Megkéri, hogy tartson vele. Bemennek a szobájába, ahol a japán elmeséli, hogy Claire-t egy dühös ember irányítja, aki évekig csapdában volt, ám Jacob halálával kiszabadult, és addig nem nyugszik, amíg el nem pusztít minden élőt a Szigeten. Átad egy régi tőrt Sayidnak, és megkéri, ölje meg ezt a megtestesült gonoszt, aki egy halott ismerős alakjában jelenik meg, és fontos, hogy mindezt azelőtt tegye, mielőtt megszólalna. Jarrah visszakérdez, hogy miért tenne szívességet, mikor megkínozták. Dogen kijelenti, ezzel bebizonyíthatja, hogy ő jó ember.
Sayid a dzsungelben haladva találkozik Kate-tel, de sokat nem beszélnek, annyit mond csak neki, hogy a történtekről érdeklődjön Miles-nál. A templomban Straume elmeséli neki, hogy Claire visszatért, Austen pedig látni akarja. Eközben Jarrah megáll pihenni. Hirtelen szél támad, és a füst hangja is hallatszik, így Sayid előveszi a tőrt. A növények közül kilép Nemezis, és üdvözli az irakit, aki rögtön a mellkasába szúrja a kést, ám nem történik semmi. Flocke egy kisebb nyögés kíséretében kihúzza magából a fémet, ami nem is lett véres, és megkérdezi Sayidot, miért tette ezt. Visszaadja a fegyvert a döbbent és ijedt irakinak, majd közli, Dogen azért küldte hozzá, mert tudta, hogy nem tudja megölni, ám arra számított, hogy Nemezis haragjában végezni fog vele. Rávilágít, hogy nem ez az első eset, amikor a japán másra hagyja a piszkos munkát. Megkéri Sayidot, hogy adjon át egy üzenetet a templomban lévőknek. Ha megteszi, cserébe bármit megkaphat. Jarrah elérzékenyül, és elmondja, neki csak egyvalaki kell, aki a karjában halt meg, azt kívánja, bárcsak újra láthatná. Nemezis mosolyogva közli, megvan rá az esély, hogy láthassák egymást.
Sayid visszatér a templomhoz, és kihirdeti a Többieknek, hogy Jacob halott, így ők szabadok. Van egy férfi a közelben, aki el fogja hagyni a Szigetet, így aki vele akar tartani, az hagyja el a templomot, és napnyugtáig csatlakozzon hozzá. Cindy megkérdezi, mi történik, ha napnyugta után is a templomban maradnak. Jarrah kijelenti, akkor meghalnak.
Kate egy folyosón találkozik a tolmáccsal, aki tudni akarja, hol van Jack, Hurley és Jin. Austen nem válaszol, előbb ő akarja látni Claire-t. A férfi engedelmeskedik, elviszi őt a lyukhoz, és ad nekik két percet. Littleton azt mondja, a Többieknél van Aaron, ám Kate tudatja vele, ő vitte el a fiút, mikor elhagyták a Szigetet, és azért tért vissza, hogy megmentse az igazi anyját, hogy együtt lehessenek. Claire gyilkos tekintettel néz rá, majd elmosolyodik, és közli, nem őt kell megmenteni. A tolmács visszatér, eltávolíttatja Austent a lyuktól, Littleton pedig utánuk kiabál, hogy közeledik a barátja, és nem lehet megállítani.
A Többiek tömegesen hagyják el a templomot, a tolmács nem tudja őket marasztalni. Miles nem érti a történteket. Sayid elmondja, hogy még vissza kell adnia a kést Dogennek.
Sayid megkérdezi a forrás mellett ülő Dogent, miért nem végzett vele saját kezűleg, miért akarta ismét mással elvégeztetni a piszkos munkát. A japán elmondja, valaha üzletember volt. Egy nap előléptették, így elment ünnepelni a kollégáival. Ám túl sokat ivott, és mikor a fiát vitte haza a baseball-edzéséről, balesetet szenvedtek. Ő túlélte, a fia viszont válságos állapotba került. Ekkor megjelent egy Jacob nevű férfi, és azt ajánlotta neki, megmenti a fia életét, de cserébe Dogennek a Szigetre kell mennie, ahol egy új feladat vár rá, és vállalnia kell, hogy soha többé nem látja gyermekét. A japán szerint Nemezis hasonló alkut ajánlott Sayidnak is. Jarrah helyesel, majd közli, még maradni szeretne egy darabig. Dogen meglepődik, ekkor az iraki belerántja a forrásba, és fojtogatni kezdi. A merénylet sikerrel járt, Dogen meghalt. A tolmács beszalad a terembe, és kérdőre vonja Sayidot, amiért megölte a férfit, hiszen így beengedte Nemezist a templomba. Közben a füst hangja hallatszik, amire a tolmács felfigyel. Ezt az alkalmat kihasználva Jarrah elvágja a torkát Dogen késével, így ő is a vízbe esik. Közben teljesen nyugodtan kijelenti, tudja, mit tett.
A szörny nem vár sokáig, beront a templomba, rombolni és gyilkolni kezd. Miles és Kate elrohannak, de szétválnak, mert Austen minden áron ki akarja szabadítani Claire-t. Straume bezárkózik egy terembe, ám hamarosan valaki ütlegelni kezdi az ajtót. Azt hiszi, a szörny érte utol, de meglepődve veszi észre, hogy Ilana, Ben, Sun és Frank érkeztek meg. Ilana Sawyert, Hurley-t és Shephardöt keresi. Miles felvilágosítja, nem tudja, hol vannak, csak ő és Kate maradtak, Sayid pedig a forrásnál van. Linus egyből elrohan, hogy szóljon Jarrahnak. Kate közben megérkezik Claire-hez, és ki akarja szabadítani. Littleton azt javasolja, inkább menjen le ő is hozzá, sokkal biztonságosabb. Ekkor a szörny beront a terembe, Austen leveti magát a lyukba, és látja, ahogy a füst átsuhan felettük. Ben rátalál Sayidra, és megkéri, tartson vele, van még idejük. Jarrah mosolyogva megfordul, és közli vele, neki már nincs ideje. Linus megrémülve elrohan. Ilana azon a folyosón halad a többiekkel, ahol Hurley a titkos átjárót találta. Ő is tud a bejáratról, így a fal egy részének benyomása után megnyílik előttük a rejtett folyosó, ahova sietve be is lépnek, még éppen eltűnnek a közeledő szörny elől.
Ezt követően a Claire által dúdolt altatódalt halljuk, és lassítva látjuk, ahogy Littleton, Jarrah és Kate végigvonulnak a templomon, átgázolnak a romokon és a halottakon. Odakint már vár rájuk Nemezis, aki egy-egy mosollyal üdvözli Sayidot és Claire-t. Kate meglepődik a halott John láttán, Flocke pedig egy elgondolkodó tekintettel nyugtázza, hogy még valaki csatlakozott hozzá. Végül elindul, a Többiek és a túlélők pedig engedelmesen követik.